# São Paulo Crystal FC
São Paulo Crystal FC is een Braziliaans voetbalclub uit Cruz do Espírito Santo in de staat Paraíba.

## Geschiedenis
De club werd in 2008 opgericht als Lucena Sport Clube in de stad Lucena. In 2014 werd de club een profclub en nam deel aan de tweede klasse van het Campeonato Paraibano, waar de club meteen kampioen werd. De club promoveerde naar de hoogste klasse, maar werd daar voorlaatste en degradeerde meteen weer. In 2015 en 2016 speelde de club thuiswedstrijden afwisselend in Campina Grande en João Pessoa.
In juni 2017 werd de club herdoopt in São Paulo Crytal FC en verhuisde naar Cruz do Espírito Santo. In de competitie bereikte de club de halve en verloor die van Nacional de Patos en liep zo promotie mis.